# Sihtu Planitia
La Sihtu Planitia è una struttura geologica della superficie di Mercurio.